# Hoplitis speculumoides
Hoplitis speculumoides är en biart som beskrevs av Van der Zanden 1991. Hoplitis speculumoides ingår i släktet gnagbin, och familjen buksamlarbin. Inga underarter finns listade i Catalogue of Life.